# Monardella beneolens
Monardella beneolens là một loài thực vật có hoa trong họ Hoa môi. Loài này được Shevock, Ertter & Jokerst mô tả khoa học đầu tiên năm 1989 publ. 1990.